# Arrondissement de Göppingen
L'arrondissement de Göppingen est un arrondissement ("Landkreis" en allemand) de Bade-Wurtemberg (Allemagne) situé dans le district ("Regierungsbezirk" en allemand) de Stuttgart. 
Son chef lieu est Göppingen.
L'arrondissement de Göppingen fut créé en 1938 avec la fusion administrative des communes de Geislingen an der Steige et de Göppingen. Lors de la réforme communale de 1973, l'arrondissement fut peu touché par les nouveautés sinon l'arrivée dans son arrondissement de quelques municipalités des arrondissements souabes de Gmünd et Ulm.
L'arrondissement de Göppingen est quelquefois surnommé "Stauferkreis", "l'arrondissement des Staufen" en raison du passé historique de la famille des Hohenstaufen qui a ses racines dans ce territoire. 
Au XIVe siècle, Göppingen appartenait à la région du Wurtemberg et à sa capitale Stuttgart. 
L'arrondissement de Göppingen se situe au nord des contreforts de la chaîne de montagnes du Jura Souabe. Il est traversé par la rivière Fils, un affluent de la rivière Neckar.

## Villes, communes & communautés d'administration
(nombre d'habitants en 2006)
| Villes 1. Donzdorf (11 037) 2. Ebersbach an der Fils (15 759) 3. Eislingen/Fils (20 529) 4. Geislingen an der Steige (27 519) 5. Göppingen (57 633) 6. Lauterstein (2 801) 7. Süßen (10 084) 8. Uhingen (13 864) 9. Wiesensteig (2 284) Verwaltungsgemeinschaften bzw. Gemeindeverwaltungsverbände 1. Vereinbarte Verwaltungsgemeinschaft der Gemeinde Deggingen mit der Gemeinde Bad Ditzenbach 2. Vereinbarte Verwaltungsgemeinschaft der Stadt Ebersbach an der Fils mit der Gemeinde Schlierbach 3. Gemeindeverwaltungsverband "Eislingen-Ottenbach-Salach" mit Sitz in Eislingen/Fils; Mitgliedsgemeinden: Stadt Eislingen/Fils und Gemeinden Ottenbach und Salach 4. Vereinbarte Verwaltungsgemeinschaft der Stadt Geislingen an der Steige mit den Gemeinden Bad Überkingen und Kuchen 5. Vereinbarte Verwaltungsgemeinschaft der Stadt Göppingen mit den Gemeinden Schlat, Wäschenbeuren und Wangen 6. Gemeindeverwaltungsverband "Mittleres Fils-Lautertal" mit Sitz in Donzdorf; Mitgliedsgemeinden: Städte Donzdorf, Lauterstein und Süßen und Gemeinde Gingen an der Fils 7. Gemeindeverwaltungsverband "Oberes Filstal" mit Sitz in Wiesensteig; Mitgliedsgemeinden: Stadt Wiesensteig und Gemeinden Drackenstein, Gruibingen, Hohenstadt und Mühlhausen im Täle 8. Gemeindeverwaltungsverband "Östlicher Schurwald" mit Sitz in Rechberghausen; Mitgliedsgemeinden: Adelberg, Birenbach, Börtlingen und Rechberghausen 9. Gemeindeverwaltungsverband "Raum Bad Boll" mit Sitz in Bad Boll; Mitgliedsgemeinden: Aichelberg, Boll, Dürnau, Gammelshausen, Hattenhofen und Zell unter Aichelberg 10. Vereinbarte Verwaltungsgemeinschaft der Stadt Uhingen mit der Gemeinde Albershausen 11. Gemeindeverwaltungsverband "Voralb" mit Sitz in Heiningen; Mitgliedsgemeinden: Eschenbach und Heiningen | Gemeinden 1. Adelberg (2 058) 2. Aichelberg (1 237) 3. Albershausen (4 348) 4. Bad Boll (5 278) 5. Bad Ditzenbach (3 746) 6. Bad Überkingen (3 988) 7. Birenbach (1 856) 8. Böhmenkirch (5 581) 9. Börtlingen (1 802) 10. Deggingen (5 656) 11. Drackenstein (435) 12. Dürnau (2 098) 13. Eschenbach (2 232) 14. Gammelshausen (1 398) 15. Gingen an der Fils (4 441) 16. Gruibingen (2 166) 17. Hattenhofen (2 940) 18. Heiningen (5 422) 19. Hohenstadt (723) 20. Kuchen (5 679) 21. Mühlhausen im Täle (1 015) 22. Ottenbach (2 501) 23. Rechberghausen (5 489) 24. Salach (7 855) 25. Schlat (1 779) 26. Schlierbach (3 787) 27. Wäschenbeuren (3 946) 28. Wangen (3 220) 29. Zell unter Aichelberg (2 990) |